# آرشاک یکم ارمنستان
آرشاک یکم ارمنستان (به ارمنی: Արշակ، قرن ۱ میلادی) (ترور در ۳۵ میلادی) یک شاهزاده اشکانی از نژادی ایرانی و یونانی بود که در سال ۳۵ به عنوان یک پادشاه تحت حمایت روم در ارمنستان پادشاهی کرد.
آرشاک یکم، پسر اول پادشاه اشکانی اردوان دوم بود. وی در امپراتوری اشکانی متولد و بزرگ شد. آرشاک اول به افتخار روابط اشکانی و پونتوس با این نام به عنوان پادشاه حکومت کرد.
پس از درگذشت پادشاه تحت حمایت روم ارمنستان آرتاسش سوم در ۳۵ سال، اردوان سوم می‌خواست پسرش را به به تخت پادشاهی ارمنستان برساند. اردوان آرشاک را با سپاهی نیرومند به ارمنستان فرستاد و او را پادشاه ارمنستان کرد. امپراتور روم تیبریوس، حاضر به قبول پادشاهی آرشاک بر ارمنستان نشد زیرا فرد مورد نظرش برای ارمنستان شاهزاده اهل ایبری به نام مهرداد بود.
در کمتر از یک سال از اولین سال سلطنت آرشاک توسط درباریانش مسموم شد و به قتل رسید. پس از درگذشت آرشاک اردوان فرزند دیگرش ارد را بجای آرشاک به پادشاهی ارمنستان رساند.